# Liste von Behördenbibliotheken
Zu den Behördenbibliotheken zählen u. a. Parlamentsbibliotheken beispielsweise des Bundestages und der Landtage, und auch behördliche Rechtsbibliotheken wie Gerichtsbibliotheken, aber auch Bibliotheken der Ministerien, z. B. der Bundes- oder Landesministerien.
Gerichtsbibliotheken gehören zu den Rechtsbibliotheken und umfassen u. a. Bibliotheken der Bundesgerichte, Landes- und Oberlandesgerichte, Amtsgerichte, Spezialgerichte usw.
Behördenbibliotheken sind in Deutschland in der Arbeitsgemeinschaft der Parlaments- und Behördenbibliotheken organisiert.

## Australien
- Parliamentary Library of Australia, Bibliothek des Australischen Parlaments

## Deutschland
Parlamentsbibliotheken
- Bibliothek des Deutschen Bundestages, Berlin
- Landtagsbibliotheken
  - Bibliothek des Bayerischen Landtags, München
  - Bibliothek des Niedersächsischen Landtags, Hannover
  - Bibliothek des Abgeordnetenhauses von Berlin
  - Bibliothek des Landtags von Mecklenburg-Vorpommern, Schwerin
  - Bibliothek des Landtags von Sachsen-Anhalt, Magdeburg
  - Bibliothek des Hessischen Landtags, Wiesbaden

Bibliothek eines Ministeriums
- Bibliothek des Bundesministerium des Innern für Bau und Heimat, Berlin
- Bibliothek des Ministeriums für Umwelt, Landwirtschaft, Natur- und Verbraucherschutz des Landes Nordrhein-Westfalen

Rechtsbibliotheken
- Rechtsbibliothek des Bundesministeriums der Justiz, Berlin
- Bundesgerichtsbibliotheken
  - Bibliothek des Bundesarbeitsgerichts in Erfurt
  - Bibliothek des Bundesgerichtshofs in Karlsruhe
  - Bibliothek des Bundesverfassungsgerichts in Karlsruhe
  - Bibliothek des Bundesverwaltungsgerichts in Leipzig
- Landesgerichtsbibliotheken
  - Bibliothek des Landgerichts Köln
  - Bibliothek des Landgerichts Hannover
  - Bibliothek des Landgerichts Dresden
  - Bibliothek des Landgerichts Hildesheim
  - Bibliothek des Landgerichts Frankfurt
- Bibliothek eines Oberlandesgerichts
  - Bibliothek des Oberlandesgericht Oldenburg
  - Bibliothek des Oberlandesgericht Stuttgart

Ehemalige Bibliotheken
- Bibliothek der deutschen Reichsversammlung

## Europäische Union
- Bibliothek des Rats der Europäischen Union
- Zentralbibliothek der Europäischen Kommission

## Frankreich
Parlamentsbibliothek
- Bibliothek der Nationalversammlung

Statistisches Amt
- Bibliothek des Institut national de la statistique et des études économiques

## Großbritannien
Parlamentsbibliotheken
- House of Commons Library, Bibliothek des House of Commons, des Parlaments des Vereinigten Königreichs
- House of Lords Library, Bibliothek des House of Lords, des Parlaments des Vereinigten Königreichs

## Italien
- Bibliothek des Italienischen Parlaments

## Japan
- Nationale Parlamentsbibliothek

## Kanada
- Parlamentsbibliothek (Ottawa)

## Neuseeland
- Parliamentary Library (Wellington)

## Österreich
- Behördenbibliotheken in Österreich

## Schweiz
Parlamentsbibliothek
- Parlamentsbibliothek (Schweiz), Bern

## USA
Rechtsbibliotheken
- Law Library of Congress, Rechtsbibliothek des Kongresses der Vereinigten Staaten

Parlamentsbibliotheken
- United States Senate Library, Bibliothek des Senats der Vereinigten Staaten
- United States House of Representatives Library, Bibliothek des Repräsentantenhaus der Vereinigten Staaten